# NGC 7540
NGC 7540 est une galaxie elliptique (lenticulaire barrée ?) située dans la constellation de Pégase. Sa vitesse par rapport au fond diffus cosmologique est de 7 315 ± 54 km/s, ce qui correspond à une distance de Hubble de 107,9 ± 7,6 Mpc (∼352 millions d'al). NGC 7540 a été découverte par l'astronome allemand Albert Marth en 1864.
Sur la base de données Simbad, la requête NGC 7540 renvoie à la page consacrée à NGC 7551, sans doute par erreur.